# 小浜圭太郎
小浜 圭太郎（こはま けいたろう）は、日本の映画プロデューサー。音楽、芸能プロモーター。起業家。音楽2000組以上、映画は独立系映画製作者で若手最多の100本以上を手掛ける。

## 映画製作・プロデュース
- 『私の叔父さん』（製作）細野辰興監督 連城三紀彦原作（直木賞受賞 恋文）アジアフォーカス福岡国際映画祭 主題歌：Do As Infinity（エイベックス）出演：高橋克典、寺島咲、長谷川初範、松原智恵子、鶴見辰吾
- 『FASHION STORY -Model-』（エグゼクティブプロデューサー）中村さやか監督 主題歌：May J. (エイベックス) 出演：本田翼、河北麻友子、加賀美セイラ、高橋メアリージュン、長渕文音、鈴木ちなみ、森田彩華、手塚さとみ
- 『ユダ-judas』（製作）大富いずみ監督 立花胡桃原作 モントリオール世界映画祭正式招待作品  主題歌：クリスタル・ケイ（LDH）出演：水崎綾女、鈴木亮平、青柳翔(劇団EXILE)、板尾創路
- 『ゆめはるか』(プロデューサー) 五藤利弘監督 主題歌：LOUDNESS、奥田民生、久宝瑠里子、寺田恵子　出演：吉本実憂(全日本国民的美少女コンテストグランプリ初主演作)、落合モトキ、渋谷飛鳥、鳥羽潤、山寺宏一
- 『怪奇タクシー』（エグゼクティブプロデューサー）京都国際映画祭特別上映作品 京まちなか映画祭2022企画賞受賞夏目大一朗監督 森野達弥原作出演：稲田直樹、杉浦太陽、水野勝、熊田曜子、黒谷友香、団長安田、有野晋哉、神田うの、山田邦子
- 『キョンシー〜南箕輪村の反魂符』（企画・製作）出演：小林星蘭、竹内詩乃、スギちゃん、木下ほうか、仲本工事（ドリフターズ）
- 『鳩のごとく蛇のことく斜陽』（共同プロデューサー）山路ふみ子映画賞 山路ふみ子文化財団特別賞受賞　近藤明男監督 太宰治原作 執筆75周年記念映画 主題歌：小椋佳 出演：安藤政信、宮本茉由、白須慶子、柄本明、奥野壮、三上寛、萬田久子、ジョナゴールド、春風亭昇太
- 『銀幕彩日』（プロデューサー）中田圭監督 ゆうばり国際ファンタスティック映画祭、カンヌ国際映画祭マルシェ・ドゥ・フィルム部門 出演：小沢仁志、白本彩奈、田中要次、川村エミコ、しゅはまはるみ、ダイアモンド☆ユカイ
- 『Heart Beat～ハートビート～』（製作）浅沼直也監督 ゆうばり国際ファンタスティック映画祭、SKIPシティ国際Ｄシネマ映画祭、田辺弁慶映画祭、日本芸術センター映像グランプリ入選 出演：石橋杏奈、斉藤慶太、いしのようこ、マギー司郎、内田眞由美(AKB48)柳憂怜
- 『呪いのドライブ』（製作）山本淳一監督 主題歌：YURICA（ユニバーサルミュージック）出演：大沢樹生、愛川ゆず季、松鶴家千とせ、白須慶子
- 『世界最後の日々』（製作） 内田英治監督 山本直樹原作 ニューヨーク・アジア映画祭 台湾高雄映画祭 出演：裵ジョンミョン、田中哲司
- 『アバター』（製作）和田篤司監督山田悠介原作 主題歌：the alps（ソニーミュージック）出演：橋本愛、清水富美加、能年玲奈、温水洋一、鈴木拓
- 『タナトス～むしけらの拳』（製作）城定秀夫監督 竹原慎二原作 主題歌：徳山秀典（プロデュース：つんく♂）出演：平愛梨 、徳山秀典、古川雄大、秋本奈緒美、梅沢富美男
- 『アノソラノアオ』（製作）ナシモトタオ監督 ゆうばり国際ファンタスティック映画祭 長岡映画祭  出演：中山麻聖、原幹恵、永井大、三田村邦彦
- 『TOKYOてやんでぃ』（製作）神田裕司監督  したまちコメディ映画際 主題歌：DaizyStripper 出演：ノゾエ征爾、南沢奈央、安達祐実、ラサール石井、でんでん、真野響子、中村昌也、石井正則、小松政男
- 『マンゴーと赤い車椅子』(協力プロデューサー) 仲倉重郎監督 主題歌：米良美一（ユニバーサルミュージック）出演：NAOTO（EXILE三代目J Soul Brothers）、秋元才加、吉岡里帆、三田佳子、榎木孝明、ドン小西、松金よね子
- 『非金属の夜』（製作）中田圭監督 出演：秋山真太郎(劇団EXILE)、塚本愛梨、佐藤氷典、木下ほうか
- 『丑刻ニ参ル』(企画・製作)  ハンブルグ映画祭 川松尚良監督 出演：小野塚勇人(劇団EXILE)、恒吉梨絵、大竹一重、松本理沙
- 『ハニーフラッパーズ』(協力プロデューサー) 笹木恵水監督 挿入歌：片平里菜（ソニーミュージックアーティスツ）出演：坂口杏里、森下悠里、岸明日香、紗綾、JOY、REDRICE（湘南乃風）
- 『ブタカリ』（プロデューサー）山本淳一監督 出演：石橋保、藤岡英樹、桜のどか（仮面女子）、琴乃
- 『紫鏡』（プロデューサー）永岡久明監督 出演：岩佐えみり、桜のどか（仮面女子）
- 『ばななとグローブとジンベイザメ』（製作）矢城潤一監督 蓼科高原映画祭、山形国際ムービーフェスティバル 主題歌：河口恭吾 出演：中原丈雄、塩谷瞬、仁科貴、趣里、渡辺真起子、川上麻衣子、柄本明
- 『ひきこさんVSこっくりさん』（プロデューサー）永岡久明 監督 出演：阪本麻美、野崎亜里沙
- 『ひきこさんVS口裂け女』（プロデューサー）永岡久明監督 出演：岡本ちひろ、藤田まい
- 『エクスリベンジャーズひきこさん』（プロデューサー)山本淳一監督 出演：大塚未来、河西里音
- 『ひきこさんVS貞子』（プロデューサー）永岡久明監督 出演：高山璃子、五十嵐夏実
- 『呪われた鑑賞会』（プロデューサー）永岡久明監督 出演：須山るみ、真田せつこ
- 『ハードライフ〜恋と喧嘩と特攻服』（製作）関顕嗣監督 ゆうばり国際ファンタスティック映画祭 中村すえこ原作 出演：寺島咲、津田寛治、秋本奈緒美
- 『彗星の降る夜に〜バイオサバイバル@JK』（製作) やなぎさわやすひこ監督 出演：中島愛里
- 『BLODDINESS〜瞬殺』（製作）中田圭監督 出演：越中睦（Λucifer)、矢吹春奈
- 『世にも奇怪な物語』（製作）雨宮実監督 出演：桜塚やっくん、浜田ブリトニー
- 『梟』（製作）山本淳一監督 出演：西形龍哉、北川瞬、吉田一輝
- 『ハルミヤコ＆ビッグフットVSデスキャピトロン』（製作）山本淳一監督 出演：ハルミヤコ、中田ちさと（AKB48)、大沢樹生
- 『幽鬼』岡本英郎監督 (製作総指揮) 出演：藤江れいな(NMB48)、溝口恵、ゆいP、オカリナ(おかずクラブ)
- 『サイコギャンブラー破滅的遊戯』 (製作・プロデューサー)山本淳一監督 出演：前田公輝、内山麿我、パンチ佐藤
- 『12星座とラブる！』監督：山本淳一、井川楊枝、小山亮太、雨宮実(全12話プロデューサー)TOKYO MX
- 『女の穴』(特別協力) 吉田浩太監督 原作：ふみふみこ 出演：市橋直歩、石川優実、酒井敏也
- 『思春期ごっこ』(協力プロデューサー) 倉本雷大監督 出演：未来穂香、逢沢りな、青山美郷、川村ゆきえ
- 『花かんざし～下町人情物語』(プロデューサー) 東真司監督　出演：筒井巧、安達有里、新納慎也、松本康太
- 『クレヴァニ、愛のトンネル』ハノイ国際映画祭 (協力プロデューサー) 今関あきよし監督 出演：未来穂香、板尾創路
- 『優しさと泪と』(企画・製作) 佐々木友紀監督 出演：副島美咲、山田ジェームス武、片山亮
- 『地下の中心で愛を叫ぶ！』(企画・製作) 右田昌万監督 出演：鳥羽潤、桃瀬美咲、桑原みずき
- 『百物語 壱の章』（プロデューサー）中村千洋監督 出演：小原春香、戸咲七海、幸将司
- 『浅草探偵物語』(製作)出馬康成監督　出演：兼崎健太郎、八神蓮
- 『ランナウェイゲーム』（製作）雨宮実監督 出演：桜のどか(仮面女子)、神谷えりな(仮面女子)、氏神一番(カブキロックス)
- 『優しさと泪と』（製作）佐々木友紀監督(製作) ラブストーリー映画祭観客賞 受賞 副島美咲、広沢麻衣(バクステ外神田一丁目)
- 『究極の告白』（製作）岡本英郎監督 出演：唐橋充、甲斐まりえ、朝倉結希
- 『深夜カフェ』（製作）佐々木友紀監督　出演：春川恭亮(劇団EXILE)、富永沙織、小野まりえ、馬場良馬、山村美智
- 『2085年、恋愛消滅。』（企画・製作）荒木憲司監督ラブストーリー映画祭特別受賞 出演：樋口裕太、溝口恵、森田望智、山崎まさや
- 『レンタルファミリア』（企画・製作）夏目大一朗監督 出演：藤江れいな（NMB48）、高崎翔太、高山璃奈
- 『霊犬戦士ハヤタロー』（企画・製作）岡本英郎監督 出演：佐藤氷典、永瀬真悠、多田愛佳（AKB48）、古谷敏、堀田眞三

### 舞台
- 『学園探偵 薔薇戦士』（プロデューサー）原作・製作総指揮：倉科遼　演出：黒瀬義明

### ラジオドラマ
- 『スーパーロボット捕物帖銀河御承知ガッテンダー深海屋敷篇』(プロデューサー)主演声優・中島ヨシキ
- 『スーパーロボット捕物帖銀河御承知ガッテンダー宙島篇』(プロデューサー)主演声優・中島ヨシキ
- 『幽鬼～オカルトライター』(プロデューサー)主演声優・大橋彩香、ゆいP、オカリナ(おかずクラブ)
- 『優しさと涙と』(企画・プロデューサー)主演声優：鹿野優以、岸尾だいすけ
- 『終わりの世界とキスと呪われた姫君』(企画・プロデューサー)主演声優：齋藤ヤスカ、小原春香
- 『怪奇タクシー』(企画・プロデューサー)原作：森野達弥 主演声優：イッキ
- 『青春浪費戦騎ジューダイン』(企画・プロデューサー)主演声優：村上幸平
- 『2ちゃんねるの呪い』(企画・プロデューサー)

### イベント
- 文化放送グループ『歌ってみた甲子園』（総合プロデューサー）

## 協力

### 映画
- 三池崇史監督『愛と誠』主演武井咲、妻夫木聡（角川映画 /東映）
- 『東京不良少年3000人の総番』宮野ケイジ監督 主演斉藤工、窪塚俊介（東映ビデオ）
- 月川翔監督『携帯彼氏プラス』主演森田涼花（ジェネオン・ユニバーサル・エンターテイメント）
- 月川翔監督『携帯彼女プラス』主演逢沢りな（ジェネオン・ユニバーサル・エンターテイメント）
- 安里真里監督『リアル鬼ごっこ３』（ジェネオン・ユニバーサル・エンターテイメント）
- 安里真里監督『リアル鬼ごっこ４』（ジェネオン・ユニバーサル・エンターテイメント）
- 安里真里監督『リアル鬼ごっこ５』（ジェネオン・ユニバーサル・エンターテイメント）
- 横井健司監督『ごく妻刑事』主演松本莉緒（GPミュージアムソフト）
- 増本庄一郎監督『任侠沈没』主演田口トモロヲ（GPミュージアムソフト）
- 古厩智之監督『武士道シックスティーン』主演成海璃子、北乃きい（ゴー・シネマ）
- 安里真里監督『ゴメンナサイ』出演(ハロプロ)嗣永桃子、夏焼雅、鈴木愛理
- 小美野昌史監督『ブラックエンジェルズ２』主演山田悠介（ジェネオン・ユニバーサル・エンターテイメント）
- 小美野昌史監督『ジャパネスク』出演ヴィドール、インスタントジョンソン
- 山本淳一監督『武蔵野線の姉妹』主演加藤夏希
- 『怨霊映像(邪篇)』ドキュメンタリー（マジカル）
- 『怨霊映像(恐編)』ドキュメンタリー（マジカル）
- 『怨霊映像(呪編)』ドキュメンタリー（マジカル）
- 『怨霊映像(魔編)』ドキュメンタリー（マジカル）
- 『怨霊映像(苦編)』ドキュメンタリー（マジカル）
- 『怨霊映像(醜編)』ドキュメンタリー（マジカル）
- 『ULALA』（東京メトロポリタンテレビジョン）
- 『宝塚カフェブレイク』（東京メトロポリタンテレビジョン）
- 『シロウト名鑑』（テレビ東京）
- 『ズームイン朝』（日本テレビ）
- 『ハイスクール歌劇団男組』主演大東駿介（TBSテレビ）
- 『ソウル・オブ・ロック』タイアップコーディネート
- 『すべては裸になるから始って』タイアップコーディネート
- 『疾風虹丸組』
- 『本当にあった 投稿闇映像 劇場版解禁』